# Kapitalstruktur
Unter Kapitalstruktur versteht man in der Bilanzanalyse die Zusammensetzung des Gesamtkapitals eines Unternehmens aus Eigenkapital und Fremdkapital. Korrespondierend hierzu gibt es auf der Aktivseite der Bilanz die Vermögensstruktur.

## Allgemeines
Das aus Eigenkapital und Fremdkapital bestehende Gesamtkapital eines Unternehmens finanziert dessen Gesamtvermögen. Das Fremdkapital steht dem Unternehmen kurz- und/oder mittel- und/oder langfristig zur Verfügung, Eigenkapital hingegen ist unbefristet. Den Anteil des Eigenkapitals am Gesamtkapital ermittelt man mit der Eigenkapitalquote, den entsprechenden Anteil des Fremdkapitals mit der Fremdkapitalquote. Das Fremdkapital ist zu verzinsen, der hierfür anfallende Zinsaufwand muss durch entsprechende Umsatzerlöse verdient werden. Deshalb darf die Fremdkapitalquote nicht zu hoch ausfallen, weil dann Verlustgefahren entstehen, durch die die Fremdkapitalquote noch weiter zunimmt. 

## Arten
Man unterscheidet allgemein zwischen der vertikalen und horizontalen Kapitalstruktur. Bei der vertikalen Kapitalstruktur werden die Eigenkapital- und Fremdkapitalquote als Verhältnis von Eigen- und Fremdkapital zum Gesamtkapital ermittelt. Die horizontale Kapitalstruktur untersucht die Anlagendeckung, also inwieweit das Eigenkapital das Anlagevermögen und das Fremdkapital das Umlaufvermögen deckt.

## Optimale Kapitalstruktur
Die traditionelle These geht davon aus, dass es nur eine optimale Kapitalstruktur geben kann, welche die Kapitalkosten senke. Ihr zufolge gleichen sich im Punkt der optimalen Verschuldung zwei Effekte aus:
- Die Kapitalkosten sinken mit zunehmender Verschuldung, denn der Leverage-Effekt erhöht die Eigenkapitalrentabilität und
- mit zunehmender Verschuldung steigt das Finanzierungsrisiko und damit die Renditeforderungen der Gesellschafter.

Die richtungweisenden Irrelevanzthesen von Franco Modigliani und Merton Miller vom Juni 1958 stellen die bekannteste Veröffentlichung zur Theorie der Kapitalstruktur dar. Sie gehen in ihrem Aufsatz davon aus, dass bei einem (irrealen) vollkommenen Markt ohne Steuern, Insolvenzkosten, Informationsasymmetrie und Transaktionskosten jede Kapitalstruktur gleich gut sei, weil Veränderungen der Kapitalstruktur keine Auswirkungen auf den Unternehmenswert hätten. Der Unternehmenswert kann aber in der Realität dadurch maximiert werden, dass der gegebene Anteil von Eigen- und Fremdkapital die durchschnittlichen Kapitalkosten minimiert.
Da es in der Wirtschaftspraxis nur unvollkommene Märkte gibt, ist für eine gesunde Finanzierung die Kenntnis über die vorhandene Kapitalstruktur notwendig. Wird durch eine gesunde Finanzierung der Unternehmenswert mit Hilfe einer optimalen Dimensionierung von Eigen- und Fremdkapital maximiert, liegt eine so genannte optimale Kapitalstruktur vor. 
Praktische Regeln zur optimalen (horizontalen) Kapitalstruktur stellen die Finanzierungsregeln dar. Die goldene Bilanzregel besagt in ihrer strengen Form, dass das Anlagevermögen mit Eigenkapital gedeckt sein muss und dass für das Umlaufvermögen Fremdkapital eingesetzt werden darf. Sie lautet
{\displaystyle {\frac {\text{Eigenkapital}}{\text{Anlagevermögen}}}\geq 1}
Anlageintensive Betriebe weisen mithin eine tendenziell höhere Eigenkapitalquote auf. In ihrer weniger strengen Form („silberne Finanzierungsregel“) wird eine Fristenübereinstimmung zwischen langfristigem Kapital und Vermögen gefordert:
{\displaystyle {\frac {{\text{Eigenkapital}}+{\text{langfristiges Fremdkapital}}}{\text{Anlagevermögen}}}\geq 1}
Hiernach decken Eigenkapital und langfristiges Fremdkapital das langfristig dem Betrieb zur Verfügung stehende Anlagevermögen. Risiken der Anschlussrefinanzierung und Zinsrisiken sind im Idealfall durch Fristenkongruenz ausgeschlossen. Weitere Regeln sind die Eins-zu-eins-Regel oder die Goldene Bankregel.

## Financial leverage
Der Financial leverage (Kapitalhebel) beschreibt den Einfluss der Kapitalstruktur auf die Eigenkapitalrentabilität. Mit zunehmender Verschuldung erhöht sich die Eigenkapitalrentabilität gegenüber der Gesamtkapitalrentabilität. Eine höhere Fremdkapitalquote führt daher zu einer Verbesserung der Eigenkapitalrentabilität und umgekehrt. Das einzig Positive an einer hohen Fremdkapitalquote ist – bei gegebenen Gewinnen – eine hohe Eigenkapitalrentabilität. Je höher die Fremdkapitalquote ist, umso höher muss die Kapazitätsauslastung sein, damit die Gewinnschwelle erreicht und der Zinsaufwand gedeckt werden kann. Mit einer hohen Fremdkapitalquote geht also regelmäßig eine erhöhte Gewinnschwelle einher und umgekehrt. Unternehmen mit hohem Fremdkapitalanteil leiden daher an einem hohen Beschäftigungsrisiko. Anlagenintensive und kapitalintensive Branchen sind von dieser strukturellen Belastung gekennzeichnet. Bei gegebenem Steuersatz kann über den Financial leverage das Finanzrisiko eines Unternehmens gesteuert werden.

## Bedeutung
Die betriebswirtschaftlichen Kennzahlen zur Kapitalstruktur sind bedeutsam für die Bonität, Ertragskraft und die Abhängigkeit von Gläubigern. Beim Rating durch Kreditinstitute und Ratingagenturen spielt die Eigenkapitalquote von Nichtbanken eine herausragende Rolle. Die künftige Ertragskraft wird durch eine zu hohe Fremdkapitalquote geschwächt, weil die Zinsaufwendungen den Gewinn mindern oder zu Verlusten führen. Dadurch steigt auch die Abhängigkeit von Gläubigern (Kreditinstitute verlangen Kreditsicherheiten, Lieferanten liefern unter Eigentumsvorbehalt).